# Wilhelm Elfes

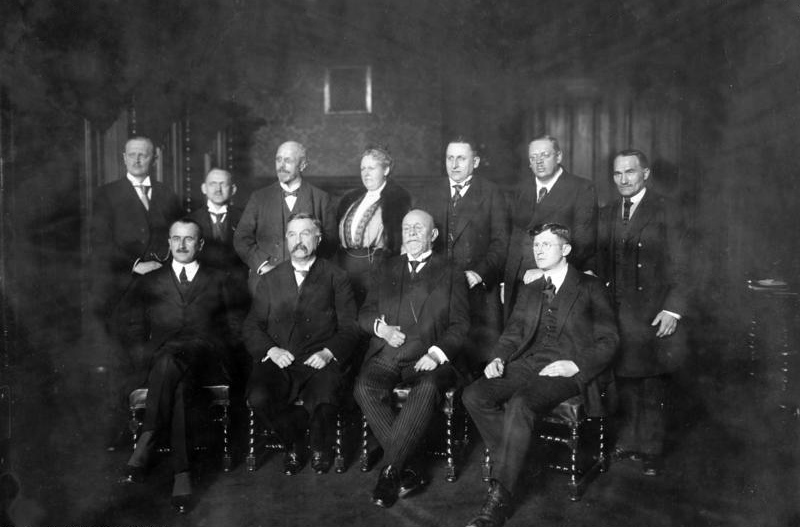
Wilhelm Elfes (sitzend, ganz rechts) auf dem Parteitag der Zentrumspartei (1920)

Wilhelm Elfes (* 5. Juni 1884 in Krefeld; † 22. November 1969 in Mönchengladbach) war ein deutscher Politiker (Zentrum, CDU, Bund der Deutschen, DFU). Er ist der Vater des Künstlers Will Elfes (1924–1971).

## Leben und Beruf
Wilhelm Elfes machte eine Lehre als Schmiede- und Schlossergeselle. Ab 1909 war er Arbeitersekretär bei der katholischen Arbeiterbewegung (KAB), in der er sich bereits seit 1904 engagiert hatte. 1911 wurde er Redakteur der Westdeutschen Arbeiterzeitung, der Wochenzeitung der KAB, deren Chefredaktion er 1919 übernahm.
1927 wurde er Polizeipräsident von Krefeld. Aus diesem Amt wurde er 1933 aus politischen Gründen entlassen. Elfes schlug sich in der Zeit des Nationalsozialismus als Zigarrenhändler und später als Handelsvertreter im Lebensmittelbereich durch. Er hatte Kontakt zu den Attentätern vom 20. Juli 1944 und wurde nach dem Attentat zeitweilig inhaftiert. Danach verbarg er sich fünf Monate lang im Pfarrhaus von St. Tönis. Dort interviewte ihn im Februar oder März 1945 der amerikanische Geheimdienstoffizier Saul K. Padover und berichtete 1946 in seinem autobiographischen Werk Experiment in Germany über die Begegnung.
Von 1948 bis 1951 gab Elfes als Lizenzträger die Westdeutsche Zeitung mit heraus. Nach der Gründung der Deutschen Volkszeitung des Bundes der Deutschen betätigte er sich bis zu seinem Tod als Kommentator des Blattes. 1949 beteiligte er sich an der Gründung der Gesellschaft für die Wiedervereinigung Deutschlands, die sich für die Aufnahme von Verhandlungen mit der DDR einsetzte. 1964 wurde er Mitglied des Weltfriedensrates. Im selben Jahr erhielt er die Ehrendoktorwürde der Universität Leipzig.

## Politik
Elfes trat 1905 der Zentrumspartei bei. Von 1922 bis 1926 gehörte Elfes deren Reichsvorstand an. Von 1919 bis 1933 war Elfes Stadtverordneter in Mönchengladbach und von 1920 bis 1933 Mitglied des Provinziallandtages der Rheinprovinz. Von 1921 bis 1933 gehörte er auch dem Preußischen Staatsrat an. In der Zeit des Nationalsozialismus schloss er sich dem Kölner Kreis an, einer katholischen Widerstandsgruppe um Andreas Hermes und Jakob Kaiser.
1945 und von 1946 bis 1948 war Elfes Oberbürgermeister, 1946 Oberstadtdirektor von Mönchengladbach. Von 1947 bis 1950 gehörte Elfes dem Landtag Nordrhein-Westfalen an.
Nach 1945 beteiligte er sich an der Gründung der CDU. Wegen der Politik der Wiederbewaffnung und der Westintegration von Konrad Adenauer kam er in Konflikt mit der Parteilinie, organisierte im Januar 1951 gemeinsam mit Willi Agatz, Manfred von Brauchitsch, Karl Hentschel, Reinhold Schneider und anderen ein Volksbegehren gegen die Wiederbewaffnung und wurde im gleichen Jahr aus der CDU ausgeschlossen. Das Volksbegehren wurde von der Regierung Adenauer im April 1951 per Erlass verboten. Daraufhin gründete er 1952 die Deutsche Sammlung und 1953 mit dem ehemaligen Reichskanzler Joseph Wirth den national-neutralistischen Bund der Deutschen (BdD), der die Politik der Bundesregierung bekämpfte. Von 1953 bis 1963 amtierte er zunächst mit Wirth und ab 1956 mit Thea Arnold als Bundesvorsitzender dieser Partei. Bei der Bundestagswahl 1961 kandidierte er erfolglos für die Deutsche Friedens-Union, die er 1960 neben seiner BdD-Mitgliedschaft mitbegründet hatte. 1968 war er an der Gründung des Wahlbündnisses Aktion Demokratischer Fortschritt zur Bundestagswahl 1969 beteiligt.

## Elfes-Urteil
Die Bundesregierung sah in Elfes anfangs einen „unbequemen Kritiker“, später wurde er als ein „potentieller Verfassungs- und Staatsfeind“ angesehen und mit dem Strafrecht bekämpft. Seit 1952 ermittelte Oberbundesanwalt Carlo Wiechmann gegen Elfes wegen des Verdachts der Staatsgefährdung. Die Bundesanwaltschaft stützte den Tatvorwurf auf § 90a StGB (Gründung einer verfassungsfeindlichen Vereinigung). Das Verfahren wurde schließlich 1956 auf Antrag des nunmehrigen Oberbundesanwalts Max Güde vom 6. Strafsenat des BGH eingestellt.
Als Elfes 1953 die Verlängerung seines Reisepasses beantragte, um zu einem Kongress in das Ausland zu reisen, wurde ihm dies aufgrund einer Anweisung aus dem nordrhein-westfälischen Innenministerium ohne nähere Begründung unter Hinweis auf § 7 Abs. 1 Nr. 1 Passgesetz verweigert. Der Grund dieser Entscheidung war sein Engagement bzw. – aus damaliger Behördensicht – seine Agitation etwa im Bund der Deutschen gegen die Politik der Bundesregierung, welche er auch bei entsprechenden Veranstaltungen im Ausland zu betreiben gedachte. Die von seinem Anwalt Diether Posser dagegen erhobene Klage blieb bis zum Bundesverwaltungsgericht erfolglos, ebenso die anschließende Verfassungsbeschwerde.
Obwohl Elfes den Prozess verlor, wurde das Elfes-Urteil vom 16. Januar 1957 zu einer bis heute prägenden Grundsatzentscheidung über den prozessualen Grundrechtsschutz vor dem Bundesverfassungsgericht. Ebenso ist es noch heute maßgeblich für alle Fälle, in denen aus außenpolitischen Gründen die Ausreisefreiheit (Ausfluss der allgemeinen Handlungsfreiheit, Art. 2 Abs. 1 GG) eingeschränkt werden soll.

## Schriften
- Ich bitte ums Wort. Zur Diskussion mit meinen Freunden. Mönchengladbach 1944.